# Copa Rio (turneu internațional)
Copa Rio sau Turneul Internațional al Cluburilor Campionilor a fost un turneu disputat între anii 1951 și 1952, fiind considerat primul turneu intercontinental de cluburi care a existat vreodată. Presa de la acea vreme a tratat competiția ca pe o Cupă Mondială a Cluburilor, în special ediția din 1951.

## Istorie
Turneul are o importanță istorică deoarece este prima încercare la o Cupă Mondială între cluburi care au atins acoperire intercontinentală. Presa braziliană l-a numit „Turneul Mondial al Campionilor” la acea vreme, poreclă care avea să fie dată ulterior Cupei Intercontinentale.
Copa Rio a prezentat un format similar cu cel adoptat în prezent în Cupa Mondială a Cluburilor FIFA, ceea ce provoacă multe discuții în rândul fanilor despre recunoașterea turneului ca campionat mondial.

## Recunoaștere
În 2007, FIFA a considerat Copa Rio din 1951 ca fiind prima ediție a Cupei Mondiale a Cluburilor, dar și-a anulat decizia în decembrie același an. Ani mai târziu, în august 2014, Joseph Blatter (Președintele FIFA), a declarat că competiția din 1951, câștigată de Palmeiras, va fi recunoscută drept Cupa Mondială a Cluburilor. Totuși, de această dată Copa Rio nu ar fi considerată echivalentă cu actuala Cupă Mondială, dar ar confirma importanța acesteia. În aprilie 2019, Infantino a gândit altfel decât Blatter și a ezitat să recunoască titlul ca o Cupă Mondială.
La începutul anului 2021, FIFA a făcut din nou o mențiune onorabilă a titlului din 1951 ca „cupa mondială a vremii” pe site-ul oficial al Cupei Mondiale a Cluburilor din 2020 și pe rețelele sale de socializare. Aproape un an mai târziu, când Alviverde a participat din nou la Cupa Mondială a Cluburilor, organizația a menționat din nou echipa São Paulo ca campioană mondială în secțiune:
-"Palmeiras and Corinhtians have been world champions once apiece. Does the oporttunity to surpass your biggest rivals give you extra motivation?".
Realizarea Fluminense din 1952 nu a primit aceeași recunoaștere ca prima ediție, având mai puțină proeminență decât turneul din anul precedent. Consiliul de administrație al tricolorului de la Rio de Janeiro a cerut, de asemenea, celei mai înalte entități fotbalistice să-și recunoască titlul, dar fără rezultat. Un factor determinant în nerecunoașterea titlului este faptul că FIFA a aprobat și aprobat doar prima ediție, în 1951.
În aceeași declarație în care Blatter spunea că îl va recunoaște pe Palmeiras ca campion mondial la acea vreme, fostul președinte al entității a mai adăugat că ar putea include și Copa Rio 1952. Însă, până în prezent, echipa tricoloră nu a primit un răspuns de la același nivel pe care l-a primit Alviverde São Paulo.

## Faza grupelor 1951
Grupa Rio de Janeiro:
Vasco da Gama (6)
Austria Viena (4)
Nacional (2)
Sporting (0)
Stadionul Maracanã.
Grupul São Paulo:
Juventus (6)
Palmeiras (4)
Nice (2)
Crvena Zvezda (0)

## Faza finala 1951
Semifinale
Juventus 3x3 Austria Wien
Vasco da Gama 1x2 Palmeiras
Juventus 3x1 Austria Wien
Vasco da Gama 0x0 Palmeiras
Finale
Palmeiras 1x0 Juventus
Palmeiras 2x2 Juventus
-Palmeiras Campion 1951-

## Faza Grupelor 1952
Grupa Rio de Janeiro:
Fluminense (5)
Peñarol (4)
Sporting (3)
Grasshopper (0)
Grupa São Paulo:
Corinthians (6)
Austria Wien (4)
Libertad (2)
Saarbrücken (0)

## Faza finala 1952
Corinthians 2×1 Peñarol
Corinthians  W0 Peñarol*
- Peñarol s-a retras din competiție.

Fluminense 1x0 Austria Wien
Fluminense 5x2 Austria Wien
Finale
Fluminense 2x0 Corinthians 
Fluminense 2x2 Corinthians 
-Fluminense campion 1952-